# Jacques Teugels
Jacques Teugels (ur. 3 sierpnia 1946 w Ixelles, zm. 28 września 2024) –  belgijski piłkarz występujący na pozycji napastnika.
Z 1968 zdobył dwukrotnie mistrzostwo Belgii z drużyną RSC Anderlecht, a w 1975 z RWD Molenbeek. W 1970–1976 rozegrał 13 meczów i strzelił 1 gola w reprezentacja Belgii. Był rezerwowym na Euro 1972, gdzie Belgia zajęła trzecie miejsce.